# Pascual Echagüe

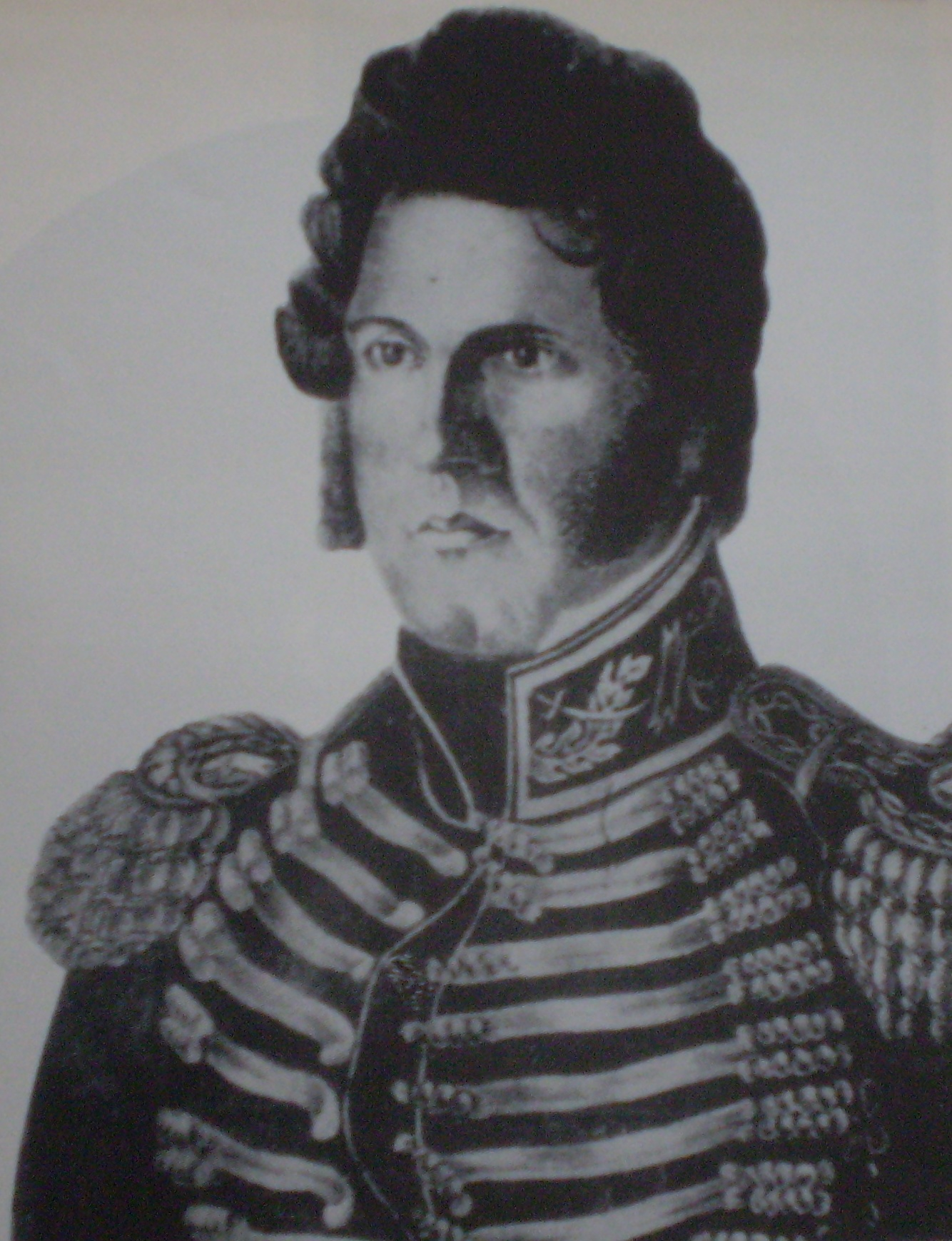
Pascual Echgüe.

Pascual Echagüe, (1797 - † 1867, Santa Fé (Argentina). 
Militar e político argentino, foi governador das provincia de Entre Ríos e provincia de Santa Fe, Ministro da Guerra e Marinha no governo do General Justo José de Urquiza e durante o governo de Santiago Derqui.